# Gordafarid

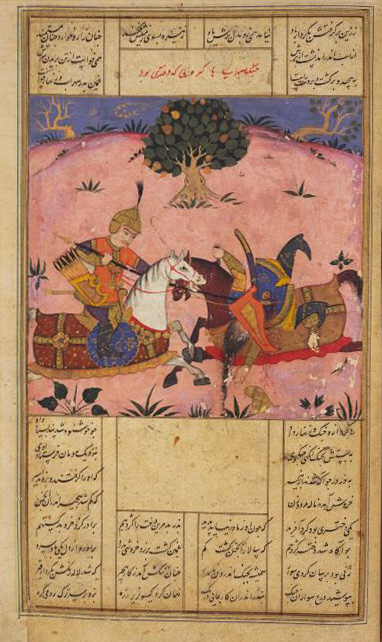
Sohrab kämpft gegen Gordāfarīd

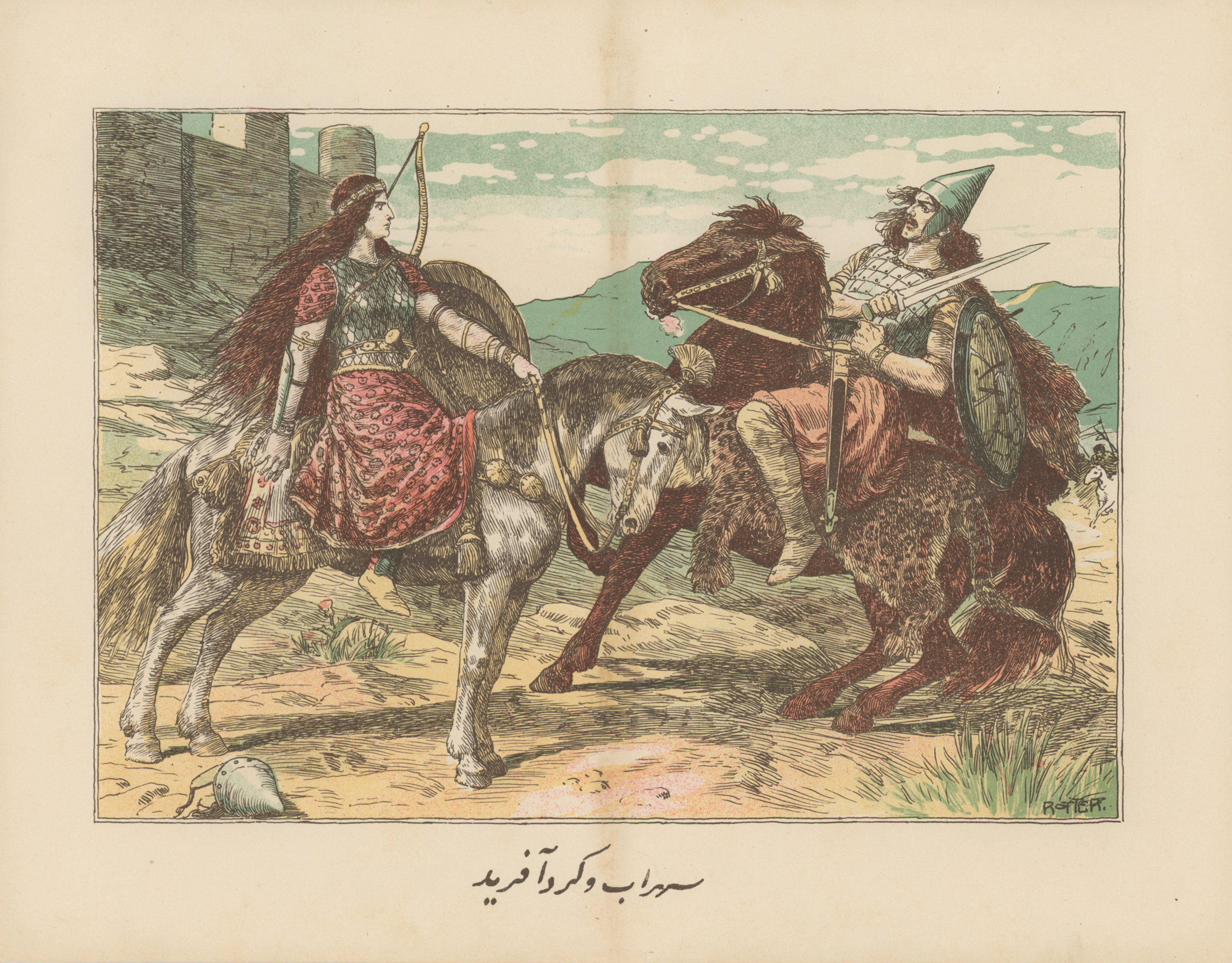
Sohrab entdeckt, dass seine Gegnerin eine Frau ist. Joseph Rotter, Tiflis.

Gordāfarīd (persisch گردآفريد) ist eine der Heldinnen im iranischen Nationalepos Schāhnāme, dem Lebenswerk des iranischen Dichters Abū ʾl-Qāsim Firdausī (940/41-1020). Gordāfarīd war die Tochter des Königs Gostaham (Gaždaham), des Verwalters des „Weißen Schlosses“ (DEŽ-E SAFĪD). Als Sohrab, der Sohn Rostams, aus Turan kommend, das Weiße Schloss angriff, stellte sich Gordāfarīd ihm in männlicher Rüstung entgegen. Sie verlor den Zweikampf gegen Sohrab, der sie gefangen nahm, dann aber gegen ein Eheversprechen wieder frei ließ und zurück zum Weißen Schloss geleitete. Sie ritt rasch durch das offene Schlosstor und ließ schnell das Tor schließen, so dass Sohrab das Nachsehen hatte. Sohrab eroberte am folgenden Tag das Schloss und ließ nach Gordāfarīd suchen, doch sie war in der Nacht mit ihrem Vater durch einen unterirdischen Gang geflohen und dem verliebten Sohrab entkommen.

Gordāfarīd gilt als Musterbeispiel der mutigen und tapferen iranischen Frau: Schön, begehrenswert, mutig und listig. Firdausi beschreibt Gordāfarīd mit folgenden Worten: 

„Die hieß Gurdaferid, das heißt "ein Held geschaffen",
Weil sie, die zarte Maid, war ein Held in Waffen.“

 Und Sohrab schildert Gordāfarīd: 

„Als ich dich droben sah, dacht' ich: Wie schön sie ist!
Nun aber seh' ich, dass du noch viel schöner bist.“

 Der Wirkung ihrer Schönheit bewusst, schmeichelt die gefesselte Gordāfarīd Sohrab: 

„Sie sprachs, und sah dazu ihn an mit einem Blicke,
Mit dem sie übertrug von sich auf ihn die Stricke;
Bethöret nahm er ihr die Fangschnur vom Genicke.
Wie fühlte sie mit Lust den schönen Nacken frei,
Und wie mit Stolz! Sie sah nun erst, wie stark sie sei,
Da solche Haft sie brach mit einer Schmeichelei.“